# Islaz
Islaz est un village de Roumanie, chef-lieu de la commune du même nom, situé dans le județ de Teleorman, dans la région historique d'Olténie. Il se trouve au sud du județ, dans la région dite des Prairies du Danube (ro). Au recensement de 2011, la population était de 4 416 habitants.
Le 9 juin 1848, la proclamation d'Islaz (en) y est rendue publique. Il s'agit du programme des révolutionnaires de la révolution roumaine de 1848.